# 중간넓은근
중간넓은근(vastus intermedius, cruraeus) 또는 중간광근(中間廣筋)은 넙다리뼈 앞가쪽 몸통의 위쪽 2/3와 가쪽근육사이막 아래쪽 부분에서 시작되며, 넙다리곧은근 아래에 놓여 있다. 중간넓은근의 섬유는 넙다리네갈래근힘줄의 깊은 부분을 이루는 얕은 널힘줄로 끝난다.
안쪽넓은근과 중간넓은근은 서로 나눌 수 없고 하나로 합쳐진 것처럼 보이지만, 넙다리곧은근을 해부 중에 들어내고 보면 두 근육 사이에 무릎뼈의 안쪽 경계로부터 시작하는 좁은 틈이 있는 것을 볼 수 있다. 이 틈은 돌기사이능선의 아래쪽 부분까지 계속될 수도 있지만 이 부분에서 두 근육은 보통 연속되어 존재한다.
중간넓은근은 넙다리네갈래근 중 가장 깊이, 중간에 위치하므로 무릎을 최대한으로 굽혔을 때 신장시키기 어렵다. 넙다리곧은근은 엉덩관절을 펴서 더 신장시킬 수 있으나, 중간넓은근은 불가능하다. 또한 가쪽넓은근이나 안쪽넓은근은 마사지 치료를 통해 섬유를 옆으로 늘릴 수 있으나 중간넓은근은 늘릴 수 없다.

## 추가 이미지

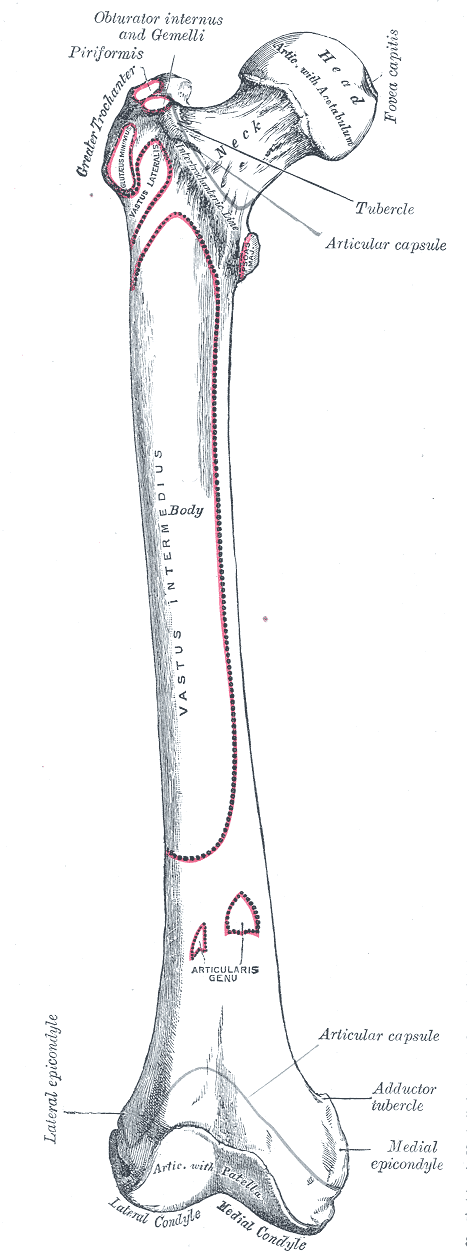
오른쪽 넙다리뼈 앞면
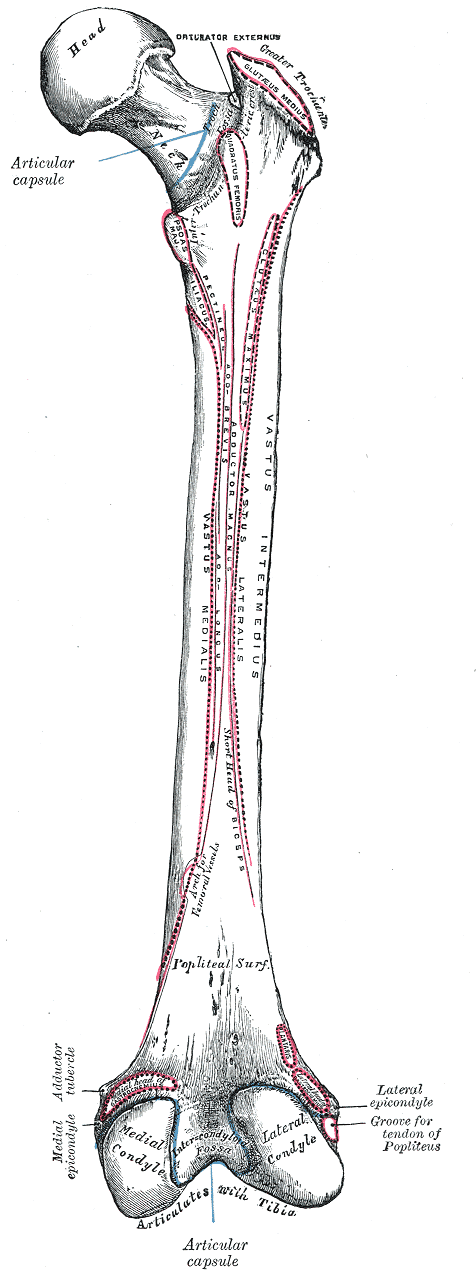
오른쪽 넙다리뼈 뒷면
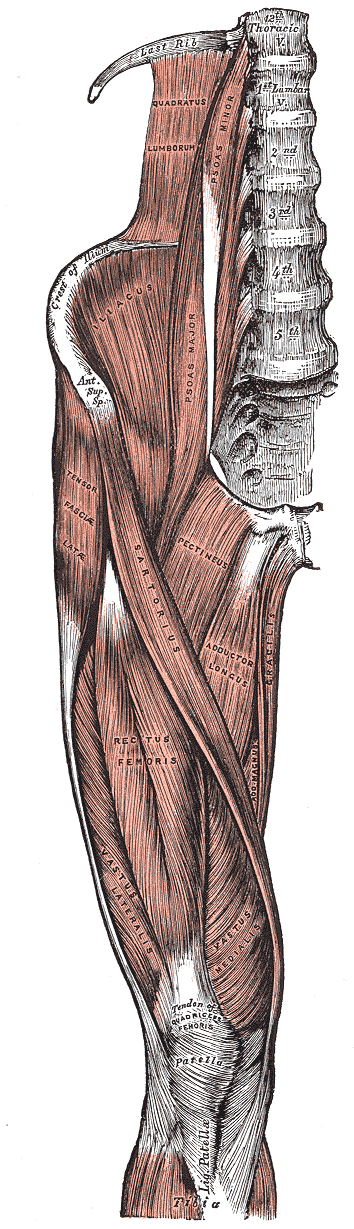
볼기와 넓적다리 앞쪽의 근육들
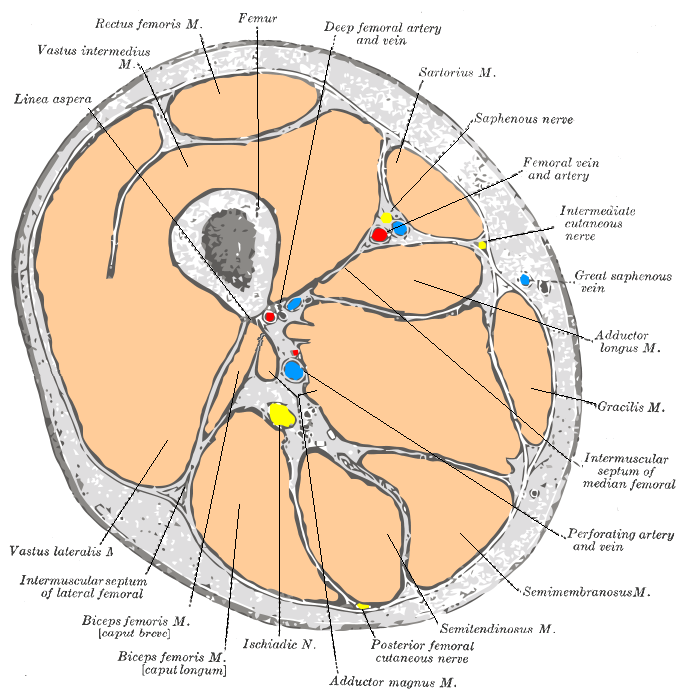
넓적다리 중간 높이에서의 단면
넓적다리의 단면
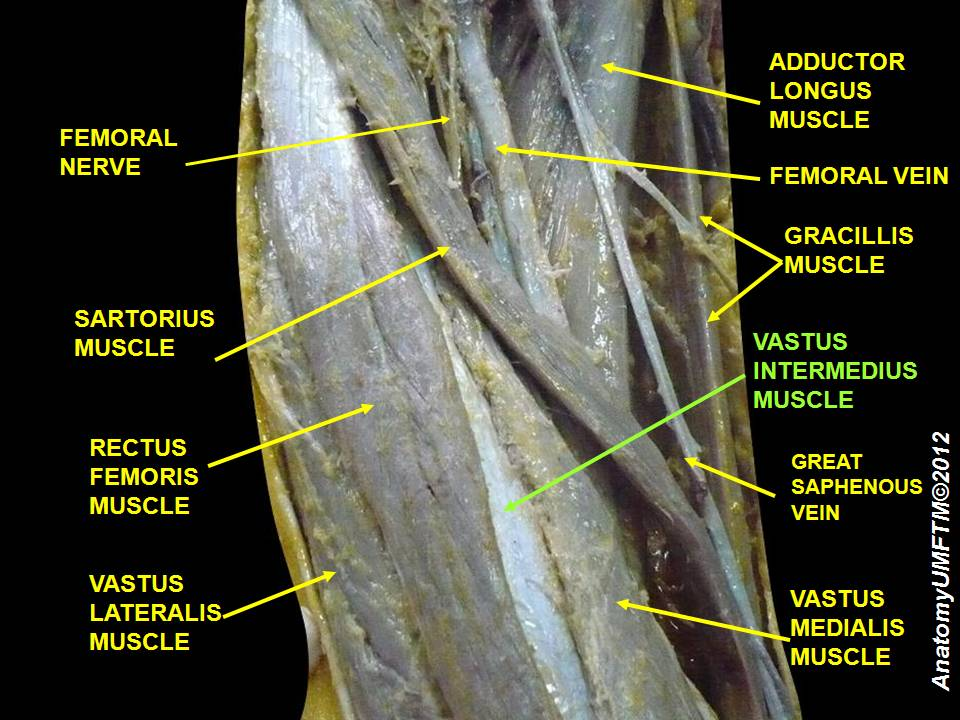
중간넓은근
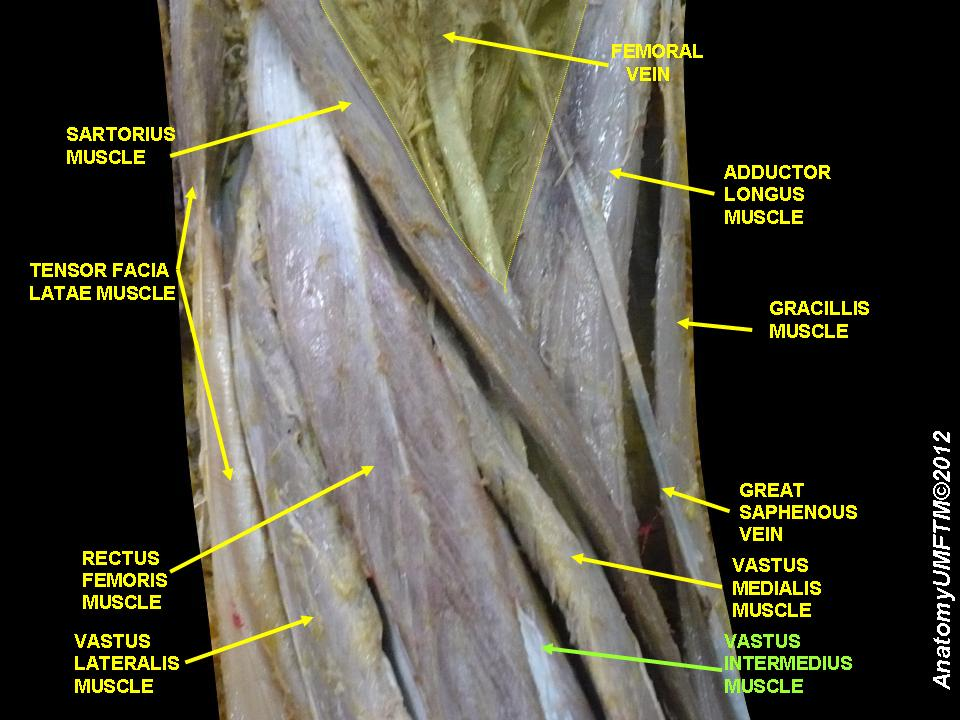
중간넓은근
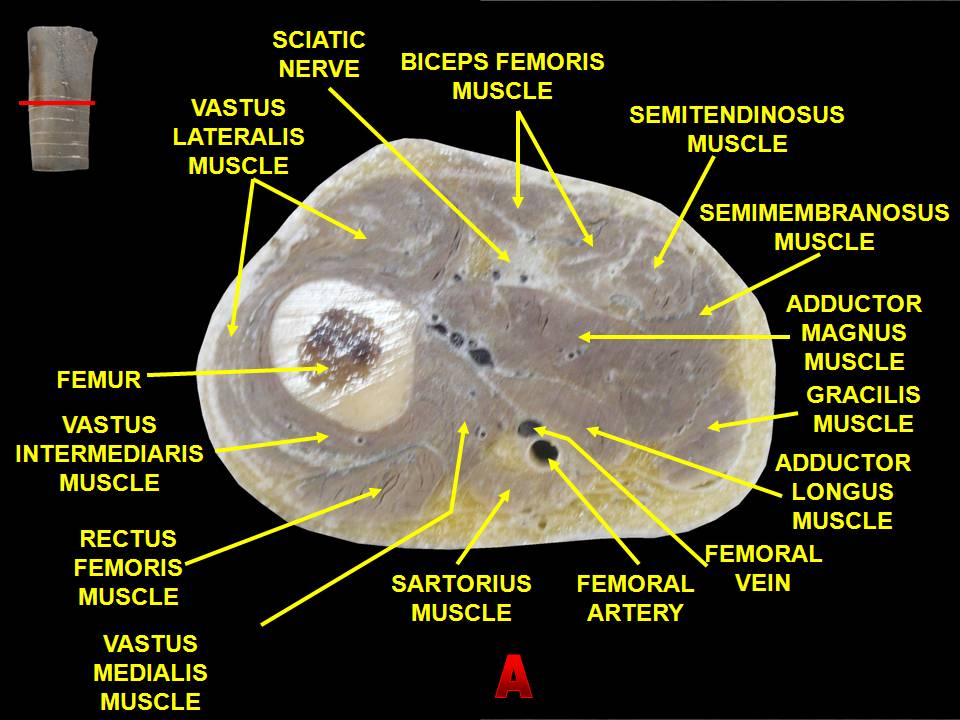
넓적다리 근육의 단면
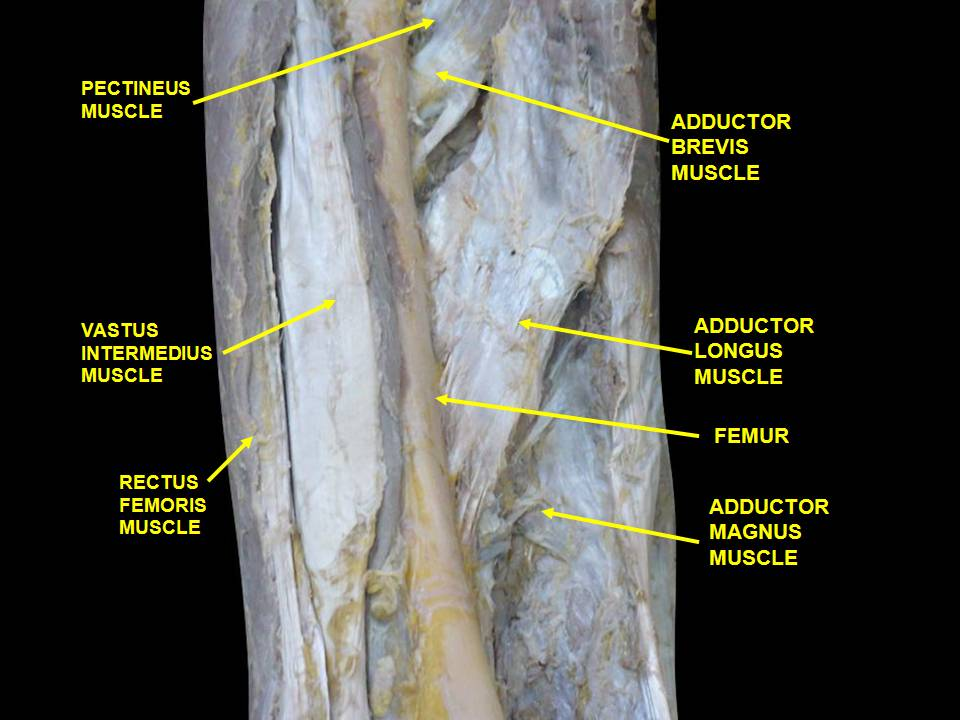
앞에서 본 넓적다리 근육

## 참고 문헌
이 문서는 현재 퍼블릭 도메인에 속하는 그레이 해부학 제20판(1918) page 471의 내용을 기초로 작성된 글이 포함되어 있습니다.